# Новопреображенский (Башкортостан)
Новопреображенский (баш. Яңы Преображенка) — хутор в Зилаирском районе Республики Башкортостан Российской Федерации. Входит в состав Зилаирского сельсовета.

## География

### Географическое положение
Расстояние до:
- районного центра (Зилаир): 13 км,
- центра сельсовета (Зилаир): 13 км,
- ближайшей железнодорожной станции (Сибай): 106 км.

## Население
| 2002 | 2009 | 2010 |
| ---- | ---- | ---- |
| 54   | ↘39  | ↘23  |

Национальный состав
Согласно переписи 2002 года, преобладающая национальность — башкиры (78 %).